# Ульріх Вільгельм Шверін

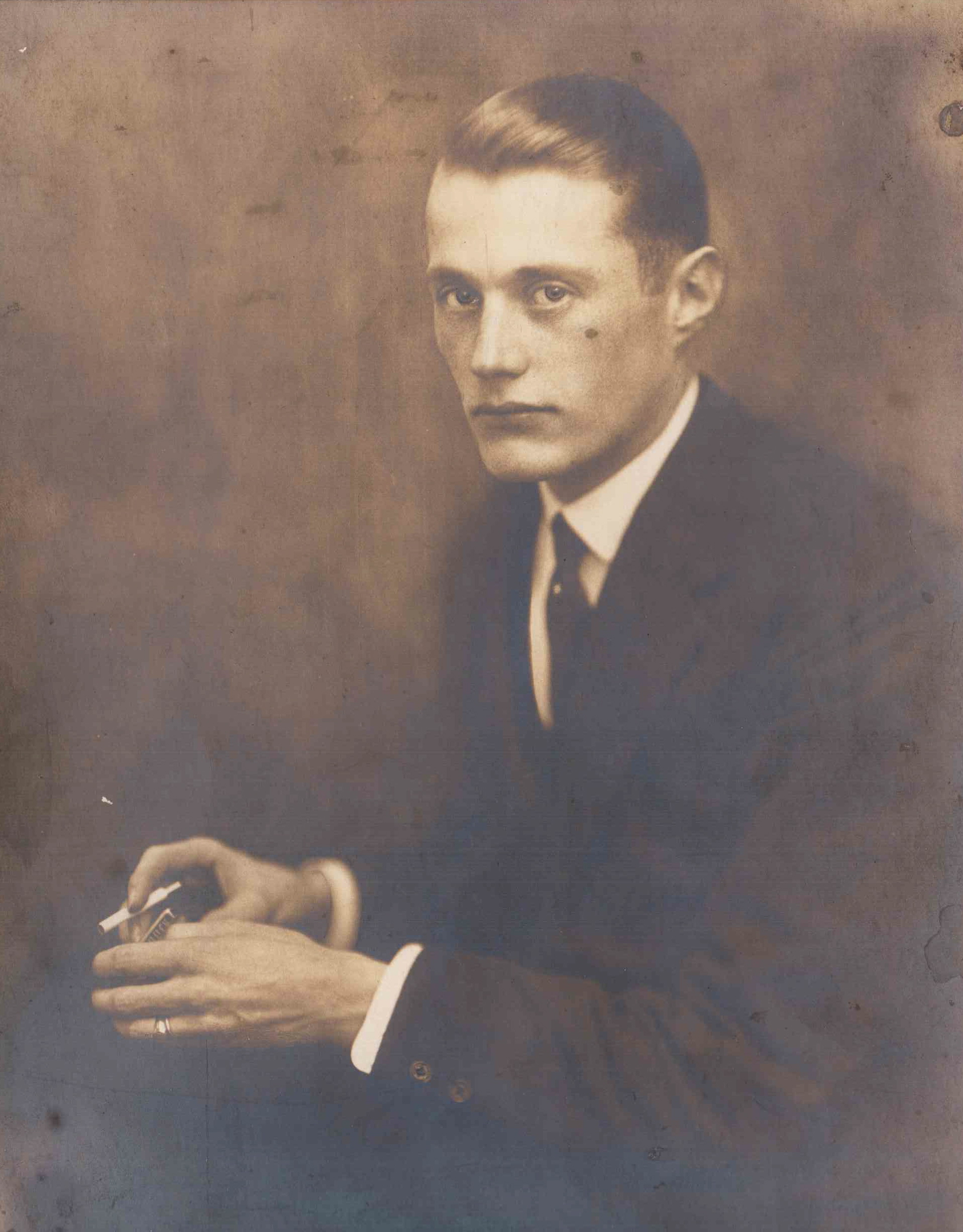
Шверін у 1927 році

Ульріх-Вільґельі Граф Шверін фон Шваненфельд (21 грудня 1902 — 8 вересня 1944) — німецький офіцер Вермахту та член руху опору нацистському режиму. Його ім'я зазвичай скорочують до Шверін.

## Життєпис
Граф Шверін фон Шваненфельд народився в столиці Данії, Копенгагені, в сім'ї німецького дипломата Ульріха Графа фон Шверіна (1864—1930) та його дружини Фреди фон Бетманн-Гольвег, двоюрідної сестри канцлера Теобальда фон Бетманн-Гольвега; родина володіла великими маєтками в бранденбурзькому регіоні Уккермарк і прилеглих землях Мекленбург-Стреліц.
Сім'я Шверіна переїхала до Дрездена, коли йому було дванадцять років. У 1921 році він закінчив школу при Рослебенському монастирі, і пішов вивчати агрономію в Мюнхенський технічний університет. Побачивши на власні очі Пивний путч 1923 року, він дійшов висновку, що ідеологія нацизму несумісна з його християнськими і соціальними переконаннями (пізніше він став лицарем справедливості в протестантському Ордені Святого Іоанна, до якого його прийняли в 1933 році). У 1926 році Шверін закінчив навчання у Вроцлаві та керував маєтками своєї родини. У 1928 році він одружився з Маріанною Зам, донькою Генріха Зама, тодішнього президента сенату Вільного міста Данциг.
Близько 1935 року Шверін переконався, що єдиний спосіб зупинити Адольфа Гітлера — це його фізичне усунення. Починаючи з 1938 року до німецької окупації Чехословаччини, Шверін разом зі своїми друзями належав до найтіснішого кола опору, а пізніше також до гуртка Крейзау. З початком Другої світової війни був призваний до вермахту офіцером штабу генерал-полковника Ервіна фон Вітцлебена. Після відставки Вітцлебена у 1942 році Шверіна перевели до Утрехта, поки в березні 1943 року генерал-майор Ганс Остер не призначив його в офіс Абверу у Берліні.

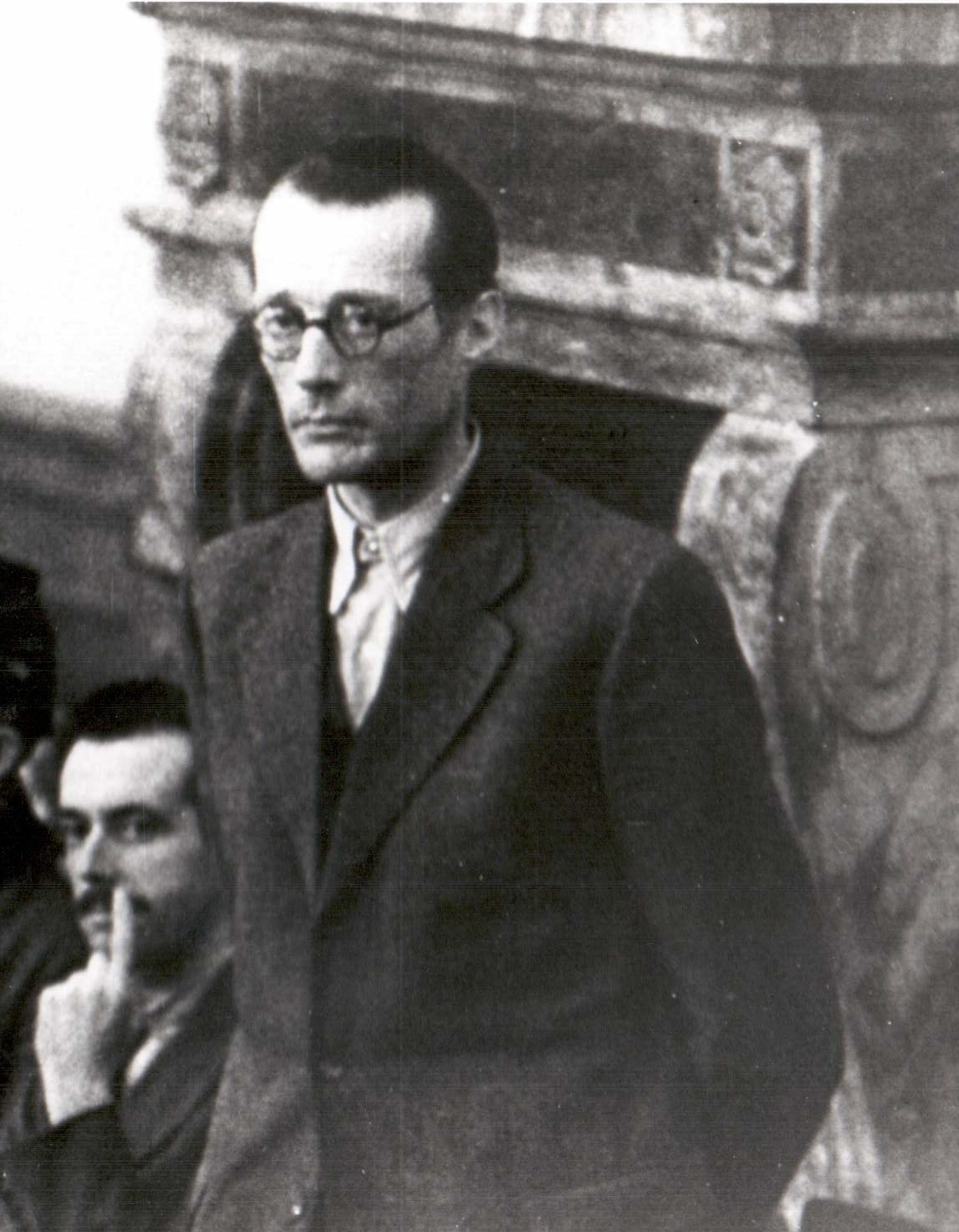
У суді, 1944 рік

Шверін брав участь у операції «Валькірія» — невдалому замаху на життя Гітлера 20 липня 1944 року, хоча він тижнями казав, що шанси на успіх були дуже незначними. У ніч на 21 липня 1944 року, він був заарештований, а 21 серпня був засуджений Народною судовою палатою під головуванням Роланда Фрайслера до страти. Записи показового процесу свідчать про те, як приречений Шверін, розгніваний умовами утримання й доставлений до суду без краватки й реміня, намагався зберегти свою гідність. Він заявив, що його протистояння Гітлеру пояснюється «численними вбивствами у Німеччині та за кордоном». Його постійно перебивав розлючений Фрайслер, який, врешті, розлючено крикнув на нього.

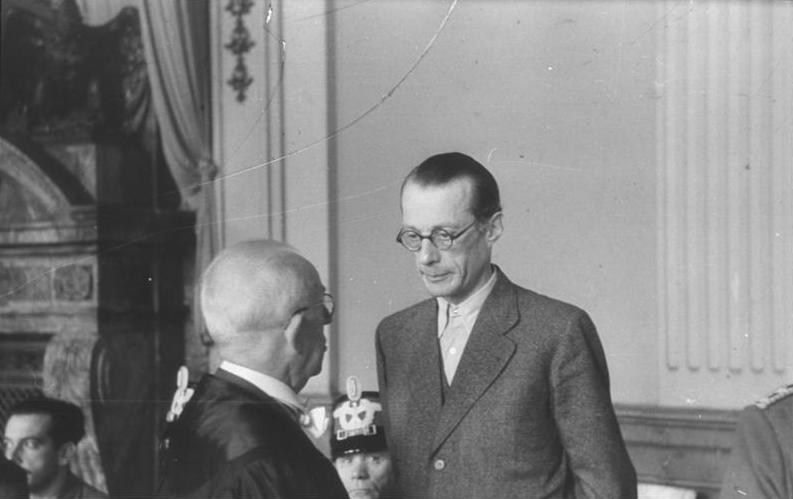
Ульріх Вільгельм Шваненфельд під час суду в 1944 році.

8 вересня Шверін був повішений у в'язниці Плотцензе в Берліні.